# Kho Phon Farrus
Kho Phon Farrus es un personaje ficticio perteneciente al universo Star Wars.

## Concepto y creación
Kho Phon Farrus apareció por primera vez en el cómic estadounidense Doctor Aphra #16, publicado en noviembre de 2021. El personaje fue creado por la persona historietista Alyssa Wong, el dibujante Minkyu Jung y la colorista Rachelle Rosenberg. Mediante una publicación en redes sociales Alyssa Wong confirmó que Farrus era un personaje de género no binario.
Tras sus numerosas apariciones en los cómics de la Doctora Aphra apareció también en la miniserie de cómics Hidden Empire, guionizada por Charles Soule. En junio de 2022 protagonizó también una de las diversas portadas variantes lanzadas en conmemoración por el mes del Orgullo LGBT, concretamente la portada del segundo número de la serie de cómic Star Wars: Obi-Wan.

## Biografía ficticia
Kho Phon Farrus, una persona trans no binaria de la especie aviar alcediana, intentó registrarse en la Universidad de Bar'leth entre el 11 y el 3 ABY. Fue bloqueado porque su nombre no coincidía con su antiguo código de cadena Imperial. Chelli Lona Aphra, otra estudiante, intervino fingiendo conocer a Farrus y alegando un error en la identificación, logrando que el registrador permitiera su entrada.
Farrus le preguntó a Aphra por qué le defendió, la cual le respondió que quería ser su amiga. Más tarde, pidió a Farrus ayudar a ella y a sus amigos a entrar en la oficina de Iglan'tine Nos. Farrus abrió la puerta con una tarjeta, pero Nos estaba adentro. Aphra y su grupo robaron gran parte de la colección mientras Farrus asumía la culpa. Este intentó expulsar a Farrus de la universidad, pero fue incapaz de hacerlo al verse superado en votos. A pesar de esto, Farrus acudió a las clases de Sava Nos, quien notó su interés en la arqueología oculta. Durante la clase, Aphra intentó involucrarle de nuevo en otro plan, pero fue interrumpida cuando le asignaron a la clase la traducción del Mantra del Ascendente.
Años después de su educación, Farrus participó en un ritual Ascendant y fue encontrade por Aphra y Sana Starros, declarándose le "enemigue jurade" de Aphra. Tras un enfrentamiento, Farrus escapó. En Brentaal IV, usó una red de mercado negro para rastrear artefactos Ascendant y asesinar a sus propietarios. En la oficina de Sava Nos, Farrus exigió ser llevade al Corazón Inquebrantable, que resultó ser un lugar, no un objeto. Nos atrapó a Aphra y Starros, pero Aphra tomó la delantera. Cuando la Chispa Eterna mató a Aphra, Farrus se sorprendió al verla resucitar.

## Recepción
Varios meses después de la introducción del personaje en los cómics, Zach Bernard de CultureSlate elogió abiertamente la historia y estética de Kho Phon Farrus, calificándole como uno de los personajes más únicos del nuevo canon de Star Wars.